# Nuda

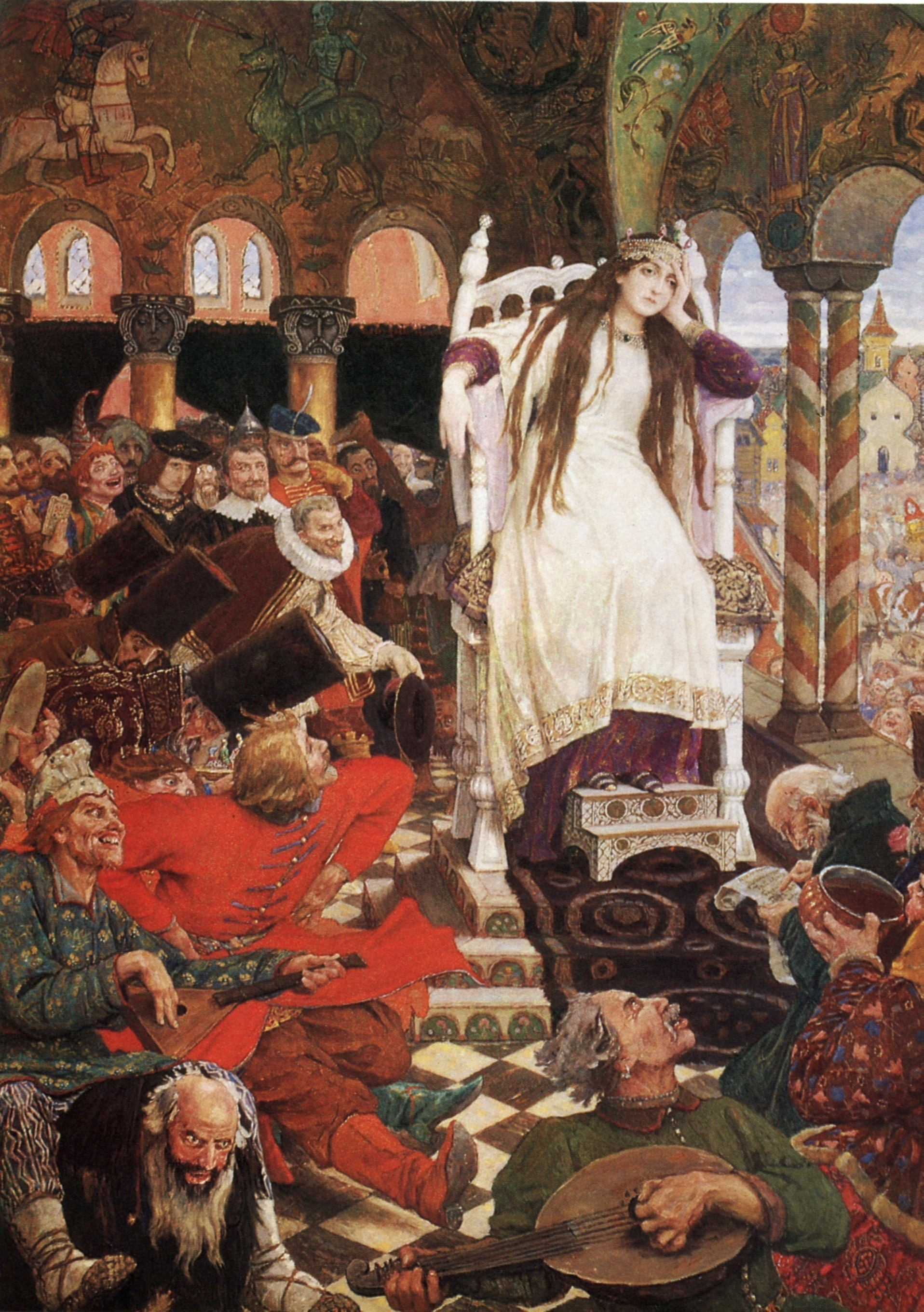
Viktor Michajlovič Vasněcov: Princezna, která se nikdy nesmála (Něsmějana)

Nuda je v psychologii „nepříjemný přechodný duševní stav, v němž jedinec cítí pronikavý nedostatek zájmu o své obvyklé aktivity a je pro něj obtížné se na ně soustředit“. Nuda tedy nutně neznamená, že člověk vůbec nemá co dělat, ale spíše to, že se nedokáže pro žádnou aktivitu nadchnout, i když by si přál se v něčem angažovat. Pro nudu jsou charakteristické pocity omrzelosti, zbytečnosti, nespokojenosti, nezajímavosti, snížená pozornost, pocit únavy a depresivní nálady.

## Tři typy nudy
1. je-li člověku zabráněno věnovat se něčemu, čemu by chtěl
2. je-li nucen se věnovat tomu, do čeho nemá chuť
3. někdy však pocit nudy vzniká i bez zjevného důvodu a jedinec není sám od sebe schopen se angažovat v žádné činnosti.[3]

Sklon nudit se lze zjišťovat pomocí dotazníkové škály Boredom Proneness Scale a ukazuje se, že souvisí s poruchami pozornosti a sklonem k depresi či depresivním náladám, přičemž korelace s poruchami pozornosti je zhruba stejně silná jako korelace s depresí.
I když samotná nuda je často vnímána jako nepříliš závažná obtíž, sklon nudit se může být projevem či příčinou celé řady psychologických, fyzických, pedagogických a sociálních problémů.